# 여자만세 (2000년 드라마)
《여자만세》는 2000년 11월 15일부터 2001년 1월 4일까지 방영된 SBS 드라마 스페셜이다.

## 등장 인물
- 채시라 : 김다영 역
- 채림 : 김서영 역
- 변우민 : 이정석 역
- 소지섭 : 황준원 역
- 김찬우 : 정혁 역
- 박소현 : 정난희 역
- 김세윤 : 다영 부 역
- 김영애 : 다영 모 역
- 이덕화 : 다영 이모부 역
- 윤미라 : 다영 이모 역
- 황현준 : 현수 역
- 권민중 : 정아 역
- 김단비 : 단비 역
- 고미영 : 이수정 역
- 김미희 : 유혜인 역
- 금보라
- 정영숙
- 이종만
- 이종수
- 이원발
- 서권순
- 맹호림
- 이재포
- 방경림 : 강선영 역
- 조혜련
- 최준용
- 김나운
- 이경화
- 윤기원
- 이한갈
- 백승욱
- 황금희
- 김홍석
- 김미란
- 김은영
- 이희정
- 이동훈
- 손민우
- 신주리
- 유형관
- 공형진
- 김희정
- 김형범 : 장형철 역
- 박은정 : 정은주 역
- 김승민
- 성창훈
- 최성호
- 이상훈
- 박종설
- 문창길
- 유승봉
- 최진홍
- 라재웅
- 홍여진
- 고진명
- 이성
- 이진목
- 서진원
- 김용헌
- 김용현
- 김유철
- 김민조
- 정유리
- 황미선
- 이진아
- 민경조
- 장은비
- 이상은
- 임채연
- 이석
- 김민정
- 김수련
- 도기석
- 이창주
- 최혜영
- 이희정
- 차승민
- 전성은
- 변유미
- 원숙희
- 이다연
- 권오영
- 김영철 : 최재욱 역
- 박성혜
- 김충렬
- 조선주
- 조권탁 : 김재호 역
- 양은용
- 박윤현
- 황정미 : 박정미 역
- 옥승일
- 오아랑
- 정욱
- 이승형
- 김홍수
- 김미란
- 순동운
- 강상구
- 박형재
- 정유리
- 김성훈
- 황윤걸
- 손종환
- 고태산
- 안경용

## 수상
- 2000년 SBS 연기대상 여자 최우수 연기상 채시라
- 2000년 SBS 연기대상 빅스타상 김영애
- 2000년 SBS 연기대상 여자 인기상 채림
- 2000년 SBS 연기대상 남자 신인상 소지섭

## 참고 사항
- 채시라(김다영 역)는 해당 작품을 통해 결혼 후 안방극장에 복귀하였고, 처음으로 SBS에 출연했지만 출연료 조율 문제로 한때 마찰을 빚기도 했다.[1]
- 채림(김서영 역)은 해당 작품과 같은 시간에 편성되어 2000년 11월 15일부터 같은 달 16일까지 방송된 MBC 특집 드라마 《에어포스》에 겹치기 출연을[2] 하였다.
- 《비밀》 후속작인 《황금시대》가 예정보다 제작이 늦어져 방송일정에 차질을 빚게 되자 2000년 11월 첫 주에서 같은 달 15일로 첫 방영일이 변경됐다.[3] 이 이유로 채림은 해당 작품과 같은 시간에 편성되어 2000년 11월 15일부터 같은 달 16일까지 방송된 MBC 특집 드라마 《에어포스》에 겹치기 출연을 하였으며 이 탓인지 같은 채널 SBS 《한밤의 TV연예》수요일 시간대 이승연 후임 물망(2000년 10월 25일부터)에 올랐으나[4] 고사했다.
- 2~30대 여성을 중심으로 큰 인기를 모아 최종회 시청률은 36.5%로 높은 시청률을 기록하였다.[5]
- 이 드라마로 채시라는 결혼 이후 출연작이었음에도 여전한 인기와 성숙해진 연기력을 함께 보여줬고, 세기말에 떠오른 신세대 스타인 채림 역시 그녀의 인기를 유지했으며 김찬우 (정혁 역)는 해당 드라마 앞시간에 편성된 일일시트콤 《웬만해선 그들을 막을 수 없다》캐스팅 물망에 올랐지만[6] 고사했다.
- 박소현 (정난희 역)이 해당 작품을 통해[7] 본격적인 드라마 복귀를 했다.